# Манастир Косијерево
Манастир Косијерево је херцеговачки манастир СПЦ, део Епархије Будимљанско-никшићке. Налази се на десној обали Требишњице, у мјесту по коме се и зове, на крајњем југозападу Бањана.

## Историја
Подигнут је у првој половини 14. вијека. У скорије вријеме тј. 1966. манастир је промијенио и своје мјесто, измјештен је у село Петровићи, јер је његово Косијерево потопљено водом Билећког језера. Према томе, српски средњовјековни Манастир Косијерево постоји и данас као храм, али је он ново градитељско дјело. Манастир је за вријеме Турака имао улогу не само духовног већ и културно-политичког центра. Имао је веома важну улогу у обједињавању Херцеговине у борби против Турака. У овом манастиру су биле мошти Светог Арсенија Српског од 1884. године  до 1914. године. После су пренете у манастир Ждребаоник. Тренутно се у манастиру налази стопало Светог Апостола Луке. Манастирска црква посвећена је Рождеству Пресвете Богородице, а подигнута је првој половини 14. века. Извори помињу проигумана Дионисија 1592. год, проигумана Максима који је 1714. године дошао у Паштровиће, проигумана Стефана који је 1775. године манастиру приложио панагијар који је израдио мајстор Ђорђе Крушчевић. Турци су порушили манастир 1807. године, а обновио га је хаџи Дионисије Добрићевац 1817. год. У Првом светском рату манастир је поново страдао.
Иконостас у дуборезу је 1964. године урадио мајстор Урошевић из Београда, а цркву је живописао Наум Андрић. У манастиру се налази и капела посвећена Светом Апостолу Луки која је освештана 2004. године. Манастирски летопис бележи дарове приложника: Игумана Теодосија Копривице који је 1863. године поклонио сребрна кандила, Игумана Теодосија Мишковића који је 1860. поклонио Еванђеље оковано сребром, аустроугарског официра који је после исцељења поклонио манастиру једно звоно, господина Благоја Мркајића из Петровића који је такође поклонио једно звоно итд.
Током Босанско-херцеговачког устанка, у манастиру Косијерево су одржане двије скупштине, 1875. и 1878. године.
Од 2018. године почела је обнова фресака у манастиру.